# کلارنس گرین
کلارنس گرین (انگلیسی: Clarence Greene؛ زاده ۱۰ اوت ۱۹۱۳ درگذشته ۱۷ ژوئن ۱۹۹۵) یک فیلم‌نامه‌نویس اهل ایالات متحده آمریکا بود.

## جوایز
وی برنده جوایزی همچون جایزه اسکار بهترین فیلم‌نامه غیراقتباسی شده است.

## فیلم‌شناسی
- اسکار (فیلم ۱۹۶۶) (۱۹۶۶)
- New York Confidential (۱۹۵۵)
- Wicked Woman (۱۹۵۳)
- Thunder in the Sun (1959)
- The Fastest Gun Alive (1956)
- دی او ای (فیلم ۱۹۵۰) (کارگردانی توسط رودولف ماته-۱۹۵۰)
- چاه (فیلم ۱۹۵۱) (۱۹۵۱)
- دزدی (فیلم ۱۹۵۲) (۱۹۵۲)
- صحبت‌های بالشی (۱۹۵۹) (به همراه موریس ریچلین and استنلی شپیرو)
- D.O.A (۱۹۸۸)